# Pediolophodon
Pediolophodon — вимерлий рід слоновидих хоботних з середнього до пізнього міоцену Північної Америки (Небраска і Техас). Pediolophodon був близьким родичем слонів і здавався б зовні схожим на них, але сам по собі не був справжнім слоном. Визнано два види: P. campester і P. fricki. Обидва були спочатку віднесені до роду Старого Світу Tetralophodon, але відкриття в кар'єрі Кеплера, штат Небраска, показали, що ці таксони є відмінними.